# 維德斯貝格山

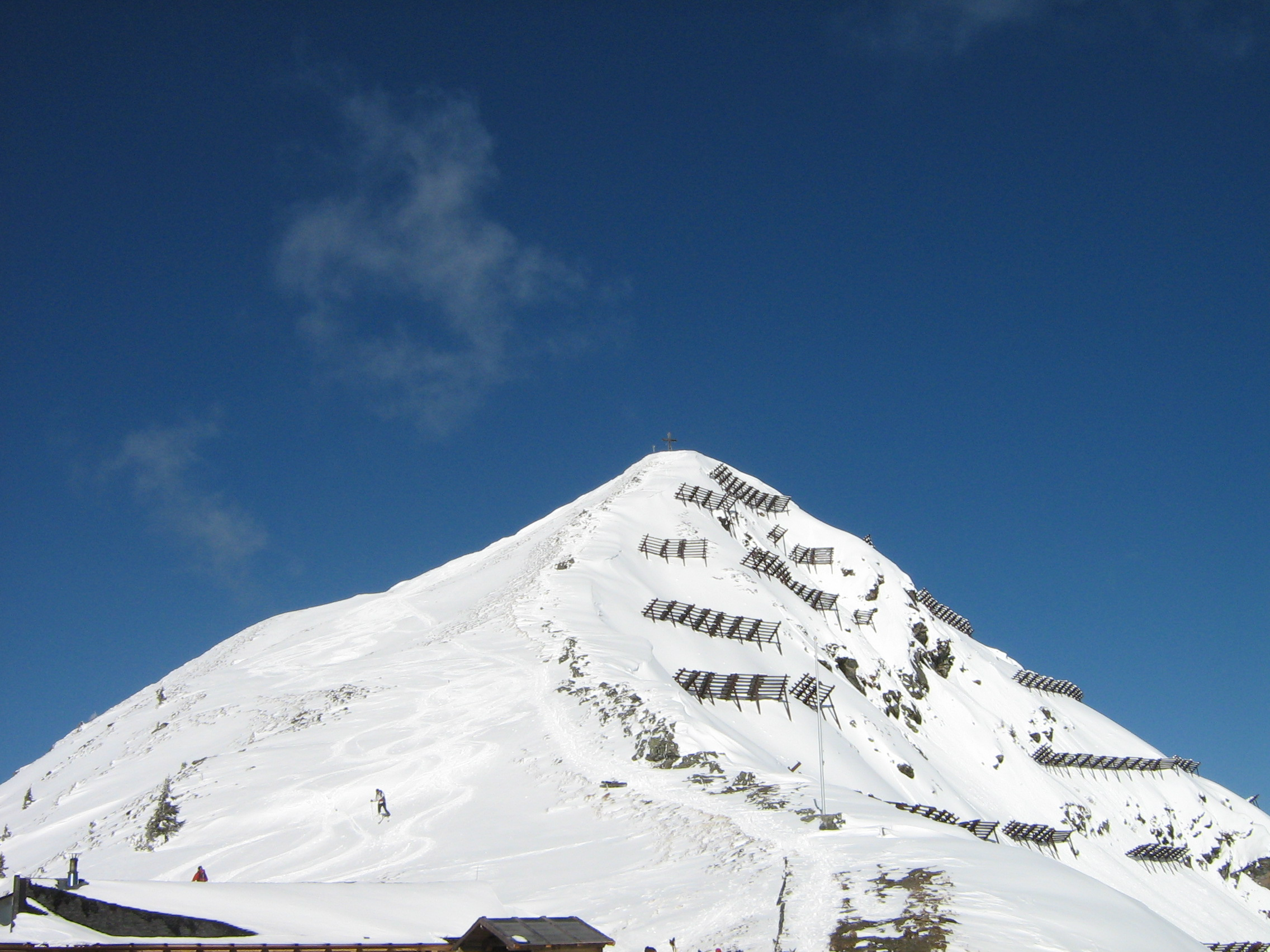

47°21′39″N 11°55′21″E / 47.36083°N 11.9225°E
維德斯貝格山（德語：Wiedersberger Horn），是奧地利的山峰，位於該國西部，由蒂羅爾州負責管轄，屬於基茨比爾阿爾卑斯山脈的一部分，海拔高度2,127米，每年平均降雨量1,806毫米。